# Loxocorniculum suboculocrista
Loxocorniculum suboculocrista is een mosselkreeftjessoort uit de familie van de Loxoconchidae. De wetenschappelijke naam van de soort is voor het eerst geldig gepubliceerd in 1975 door Teeter.